# Mangelia farina
Mangelia farina é uma espécie de gastrópode do gênero Mangelia, pertencente a família Mangeliidae.